# T. Rex
A Tyrannosaurus Rex, későbbi nevén T. Rex egy angol rockegyüttes, mely 1967-es megalakulásától a pszichedelikus, majd a glam rock stílus egyik legnépszerűbb együttese volt. A változó összeállítású zenekar egyetlen állandó tagja, egyben vezetője és meghatározó személyisége Marc Bolan énekes-gitáros, aki a hetvenes évek első nagy tinibálványa volt Nagy-Britanniában. Marc Bolan korai halála után a személyére alapozott együttes hamarosan feloszlott. A T. Rex albumaiból több mint 58 millió példány kelt el világszerte.

## Története

### Tyrannosaurus Rex: folk és flower-power (1967 – 1970)
Marc Bolan 1967-ben Steve Peregrine Tookkal karöltve megpróbált összetoborozni egy öttagú zenekart, de a kölcsönző cég visszavette a felszerelésüket. Ezután Bolan és Took 1968-ban megalakította a kétszemélyes, akusztikus folk-rockot játszó Tyrannosaurus Rex együttest. A tündérekkel, koboldokkal és a "virághatalom" (flower-power, a hippi korszak fő ideológiája, jelentése átvitt értelemben a fegyverek és háborúk helyett a béke és szeretet hatalma) mitológiájával telezsúfolt Tyrannosaurus Rex albumok kissé talán mesterkéltek, de megragadják a szeretet és béke filozófiájának lényegét. A duó élvezte a nagy tekintélyű BBC-s disc-jockey és műsorvezető, John Peel támogatását. A duóban Marc Bolan mögött fokozatosan háttérbe szoruló Steve Peregrine Took 1970-ben kiszállt, helyére Mickey Finn került, akivel Bolan egy reformétteremben találkozott össze. A stílusváltás jegyében a következő, Beard Of Stars című albumon Marc Bolan az akusztikus gitárt elektromos gitárra cserélte.

### T. Rex: glam rock (1970 – 1977)
Még abban az évben, az együttes nevét T. Rexre rövidítették. A T.Rex az elkövetkező két évben szinte példa nélküli sikersorozatot ért el. A lágy, de gyors ritmusú Ride A White Swan meglepetésre 2. helyezésig jutott fel a brit sikerlistán, továbbá 16 hétig szerepelt a Top 30-ban, amire alig volt példa az angol rockzene történetében. Bill Legend dobossal és Steve Currie basszusgitárossal kiegészülve, kimondottan a tini poprajongóknak készült a Hot Love című kislemez, amely 1971 elején hat hétig listaelső lett. Még ebben az évben a Get It On volt második No.1 daluk. A Get It On című szám Bang A Gong címmel az együttes legnagyobb amerikai sikerévé vált. Annak ellenére, hogy a Jeepster című szám a brit listán 2. helyezett lett, a Fly Record Bolannal való egyeztetés nélkül kihúzta a dalt az új Electric Warrior albumról. A művész ezután dühében szakított a céggel, és az EMI-hoz pártolt. Az ezután következő többi sláger (Telegram Sam, Metal Guru, Children Of The Revolution, Solid Gold Easy Action, 20th Century Boy, The Groover) szintén Top 10 siker lett.
1972 a brit sikerek nagy éve lett. A T. Rex ezoterikus folk rock együttesből végleg átvedlett rockos popcsapattá. Bolan a Beatles, majd a Monkees után a kistinik bálványa lett, egyfajta guru, aki a felnőtteknek szóló rock világában a műfaj új csodáit testesítette meg a 10-16 évesek számára. Ő volt az első, aki a pop kultúrán belül generációs szakadékot nyitott: amikor az idősebb testvérek Led Zeppelin vagy Deep Purple lemezt vásároltak, a kisebb testvérek egy-egy T. Rex kislemezért ostromolták az üzleteket. Bolan egyedül jelentette számukra azt, amit a Beatles, a Rolling Stones és a többi beatzenekar a hatvanas években közösen fejezett ki: a különállást, a lázadást, az idősebb generációk világával való szembefordulást. A sajtó is az új generáció "prófétájaként" írt róla, akinek személyes varázsa "rextasy" néven a beatle-mániára emlékeztető tömeghisztériát váltott ki.
A jelenség az ex-Beatles tagot Ringo Starrt is megfogta, aki 1972-ben Born To Boogie címmel filmet forgatott az együttes két koncertjéről. A Wembley Empire Poolban rendezett koncertekről a T. Rex zenéjét egyébként "zig-zag boogie"-nak tituláló kritika is azt írta, hogy a legnagyobb popzenei esemény volt a hatvanas évek óta, egy hihetetlen koncert, amely megváltoztatta a brit rock arculatát. A T. Rex legnagyobb sikereit 1971-73 között aratta, amikor Bolan – David Bowie-t leszámítva – a legnépszerűbb popsztár volt Nagy-Britanniában.
A gyors sikerek után azonban hamar megfakult a ragyogás, a mindig újra vágyó, marketing által befolyásolt fiatal közönség 1972 után egyre inkább a glitter és glam rock új sztárjaira, például a Slade-re és Gary Glitter-re volt vevő. A hetvenes évek közepétől azután a glam rock rövid uralmát lassan a punk és a diszkó váltotta fel. A T. Rex zenéje az évtized második felére már divatjamúlt terméknek számított Angliában. Bolan 1975 márciusában szakított Mickey Finnel, és a T. Rex megszűnt létezni.
1976 elején Bolan és Jones egy új T. Rexet alakított Herbie Flowers, Miller Anderson és Tony Newman stúdiózenészek, valamint Dino Dines billentyűs közreműködésével, majd a visszatérés reményében a The Damned támogatásával 1977 tavaszán turnéra indultak. 1976-ban megjelent Futuristic Dragon című albumuk csak az ötvenedik helyezést érte el, de a következő évben megjelent Dandy in the Underworld a 26. helyezésig jutott, ami az előző évek után akár egy új karrier felé is vezethetett. Marc Bolan 1977 szeptember 16-án, egy autóbalesetben bekövetkezett halála azonban mindennek véget vetett.

### Mickey Finn's T. Rex (1997 – napjainkig)
Bolan halála ugyan a T. Rex végét jelentette, de húsz évvel később Mickey Finn és a kései T. Rex dobosa Paul Fenton 1997-ben megalakították a Mickey Finn's T. Rex névre keresztelt együttest, amelyben több korábbi T. Rex zenész is közreműködött, többek között az énekes Rob Benson és a gitáros Jack Green. Finn 2003-as halála után a tagok együtt maradtak és Finn emlékének is adózva tovább viszik a zenekart.

## Diszkográfia

### Stúdióalbumok
Tyrannosaurus Rex albumok
| Szám                                                                                                  | Megjelenés Dátum | Kiadó                                        | UK albumok listája |
| --- | ---------------- | -------------------------------------------- | ------------------ |
| My People Were Fair and Had Sky in Their Hair... But Now They're Content to Wear Stars on Their Brows | 1968             | Regal Zonophone (UK) A&M Records (US)        | 15                 |
| Prophets, Seers & Sages – The Angels of the Ages                                                      | 1968             | Regal Zonophone (UK) A&M Records (US)        | -                  |
| Unicorn                                                                                               | 1969             | Regal Zonophone (UK) Blue Thumb Records (US) | 12                 |
| A Beard of Stars                                                                                      | 1970             | Regal Zonophone (UK) Blue Thumb Records (US) | 21                 |

T. Rex albumok
| Cím                                          | Megjelenés | Kiadó                 | UK | USA |
| -------------------------------------------- | ---------- | --------------------- | -- | --- |
| T. Rex                                       | 1970       | Fly Records           | 13 | -   |
| Electric Warrior                             | 1971       | Fly Records / Reprise | 1  | 32  |
| The Slider                                   | 1972       | EMI / Reprise         | 4  | 17  |
| Tanx                                         | 1973       | EMI / Reprise         | 4  | 102 |
| Zinc Alloy and the Hidden Riders of Tomorrow | 1974       | Mercury               | 12 | -   |
| Bolan's Zip Gun                              | 1975       | Mercury               | -  | -   |
| Futuristic Dragon                            | 1976       | Mercury               | 50 | -   |
| Dandy in the Underworld                      | 1977       | EDSEL Records         | 26 | -   |

### Válogatások
| Cím                                                                                            | Megjelenés Date | Kiadó       | UK album lista |
| ---------------------------------------------------------------------------------------------- | --------------- | ----------- | -------------- |
| The Best of T. Rex                                                                             | 1971            | -           | 21             |
| Bolan Boogie                                                                                   | 1972            | Castle      | 1              |
| Great Hits                                                                                     | 1973            | -           | 32             |
| Light of Love (Amerikai kiadás, a Zinc Alloy és a Bolan's Zip Gun albumok számaiból válogatva) | 1974            | EMI/Reprise | -              |
| The Very Best of T. Rex                                                                        | 2006            | EMI/Reprise | -              |

### Kislemezek
Tyrannosaurus Rex kislemezek
| Cím                              | Megjelenés | Kiadó           | UK slágerlista |
| -------------------------------- | ---------- | --------------- | -------------- |
| "Debora"                         | 1968       | Regal Zonophone | 34             |
| "One Inch Rock"                  | 1968       | Regal Zonophone | 28             |
| "Pewter Suitor"                  | 1969       | Regal Zonophone | -              |
| "King of the Rumbling Spires"    | 1969       | Regal Zonophone | 44             |
| "By the Light of a Magical Moon" | 1970       | Regal Zonophone | -              |
| "Debora" / "One Inch Rock"       | 1972       | Fly             | 7              |

T. Rex kislemezek
| Cím                                       | Megjelenés | Kiadó                   | Helyezések | Helyezések | Helyezések | Helyezések |
| Cím                                       | Megjelenés | Kiadó                   | UK         | IRE        | US         | CAN        |
| ----------------------------------------- | ---------- | ----------------------- | ---------- | ---------- | ---------- | ---------- |
| "Ride a White Swan"                       | 1970       | Fly (UK) / Reprise (US) | 2          | 11         | 76         | 48         |
| "Hot Love"                                | 1971       | Fly (UK) / Reprise (US) | 1          | 1          | 72         | 47         |
| "Get It On"                               | 1971       | Fly (UK) / Reprise (US) | 1          | 1          | 10         | 12         |
| "Jeepster"                                | 1971       | Fly                     | 2          | 2          | -          | 73         |
| "Telegram Sam"                            | 1972       | Fly / Reprise           | 1          | 1          | 67         | 66         |
| "Metal Guru"                              | 1972       | EMI                     | 1          | 1          | -          | 45         |
| "Children of the Revolution"              | 1972       | EMI                     | 2          | 1          | -          | -          |
| "Solid Gold Easy Action"                  | 1972       | EMI                     | 2          | 4          | -          | -          |
| "20th Century Boy"                        | 1973       | EMI                     | 3          | 1          | -          | -          |
| "The Groover"                             | 1973       | EMI                     | 4          | 11         | -          | -          |
| "Truck On (Tyke)"                         | 1973       | EMI                     | 12         | -          | -          | -          |
| "Teenage Dream" (as Marc Bolan and T.Rex) | 1974       | Mercury                 | 13         | -          | -          | -          |
| "Light of Love"                           | 1974       | Mercury                 | 22         | -          | -          | -          |
| "Zip Gun Boogie"                          | 1974       | Mercury                 | 41         | -          | -          | -          |
| "New York City"                           | 1975       | Mercury                 | 15         | -          | -          | -          |
| "Dreamy Lady" (as T.Rex Disco Party)      | 1975       | Mercury                 | 30         | -          | -          | -          |
| "London Boys"                             | 1976       | Mercury                 | 40         | -          | -          | -          |
| "I Love to Boogie"                        | 1976       | EDSEL                   | 13         | -          | -          | -          |
| "Laser Love"                              | 1976       | -                       | 41         | -          | -          | -          |
| "The Soul of My Suit"                     | 1977       | EDSEL                   | 42         |            | -          | -          |
| "Dandy in the Underworld"                 | 1977       | EDSEL                   | -          | -          | -          | -          |
| "Celebrate Summer"                        | 1977       | EDSEL                   | -          | -          | -          | -          |